# Marrakesch-Abkommen

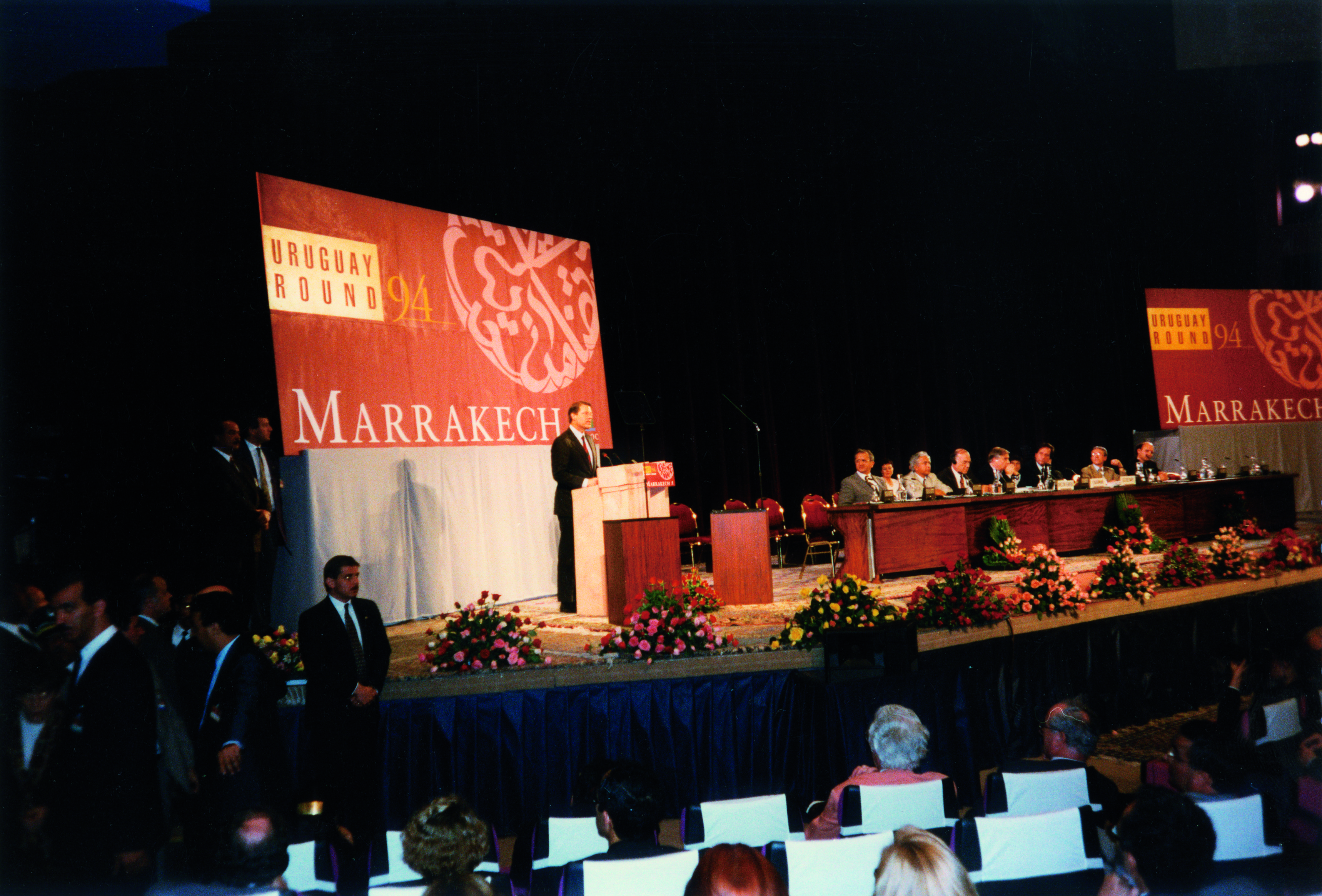
Verhandlungen in Marrakesch

Als Marrakesch-Abkommen wird das Gründungsabkommen der Welthandelsorganisation (WTO) bezeichnet. Es wurde nach jahrelangen Verhandlungen im Rahmen der Uruguay-Runde am 15. April 1994 in Marrakesch beschlossen und nach seinem Beschlussort benannt. Der Vertrag trat zum 1. Januar 1995 in Kraft. Der offizielle Titel lautet: Marrakesh Agreement establishing the World Trade Organization oder im deutschen Amtsgebrauch Übereinkommen zur Errichtung der Welthandelsorganisation (WTO).
Das Abkommen wird als Hauptquelle für das Recht der WTO und als das „ambitionierteste und weitreichendste internationale Abkommen“ bezeichnet. Zusammen mit verschiedenen Entscheidungen und Erklärungen der Minister der Mitglieder bildet es die Uruguay-Schlussakte. Alle weiteren Abkommen der Welthandelsorganisation wurden als Anhang zu diesem Abkommen erlassen.

## Entstehungsgeschichte

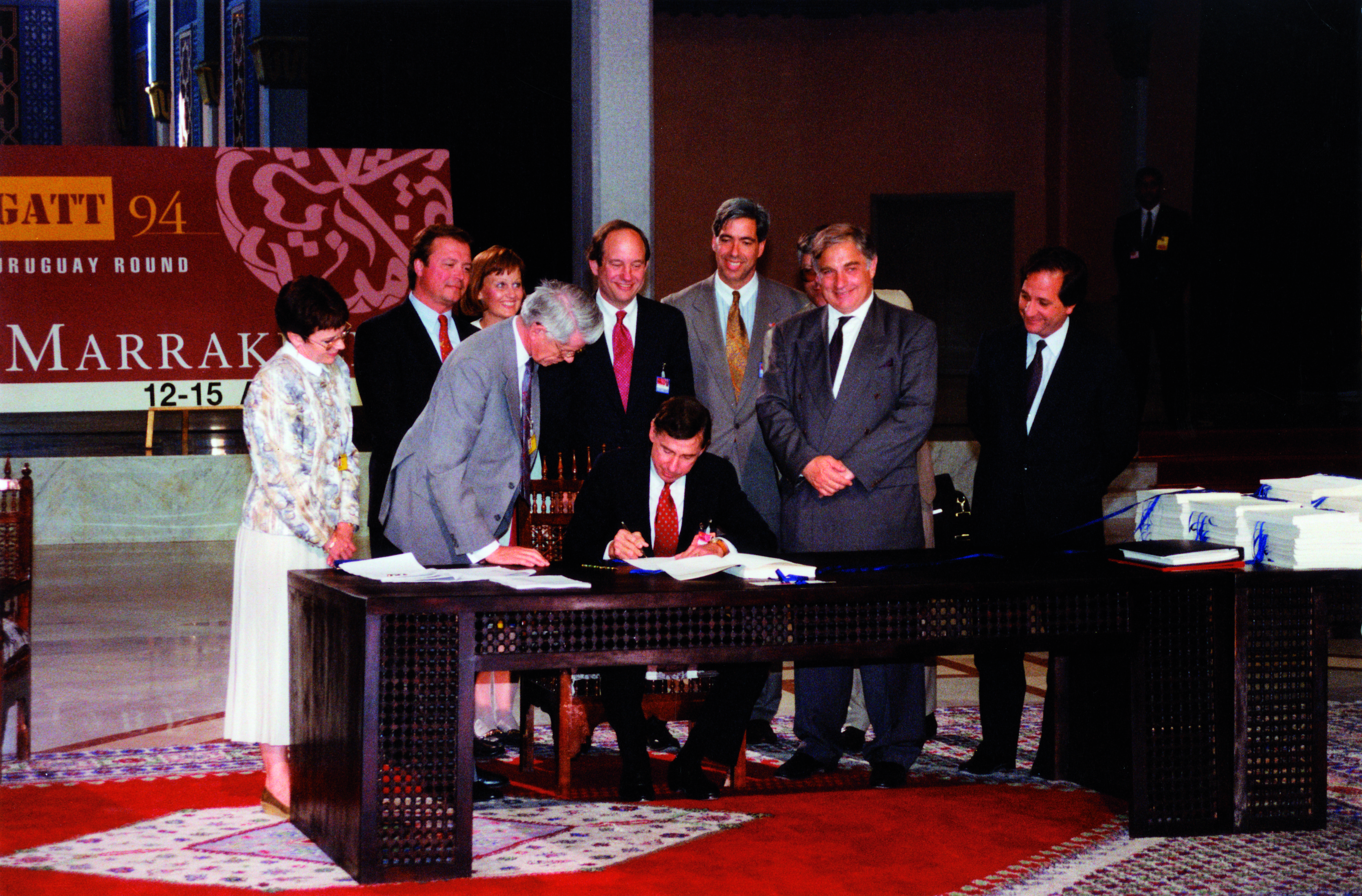
Unterzeichnung des Abkommens

Die Uruguay-Runde war eine jahrelange Welthandelsrunde von 1986 bis 1994. Die teilnehmenden Staaten wollten dabei die bisherige Welthandelsordnung reformieren. Diese Welthandelsrunden wurden im Rahmen des Allgemeinen Zoll- und Handelsabkommens (GATT) organisiert. Während der Uruguay-Runde gab es zahlreiche Verhandlungen in kleineren Komitees, bei denen die einzelnen Abkommen und die Errichtung der Welthandelsorganisation diskutiert wurden. Dabei arbeiteten die einzelnen Komitees zuerst vollkommen unabhängig und begannen erst kurz vor Ende der Verhandlungen die Abkommen anzugleichen, konnten sich oft jedoch nicht auf solche Harmonisierungen einigen. Aus diesem Grund wurde Art. XVI:3 in das Marrakesch-Abkommens eingefügt, der den Konflikt zwischen verschiedenen Artikeln und Paragraphen der Abkommen regelt. Am 15. April 1994 wurde das Abkommen erlassen und am 1. Januar 1995 trat es in Kraft.

### WTO-System als einheitliches System im Vergleich zum GATT-System
Viele der Abkommen, die heute Teil des Abkommens sind, wurden erst nach 1994 erlassen, beispielsweise im Rahmen des Bali-Pakets, und in das Abkommen eingefügt. Der WTO Appellate Body, die WTO Rechtsmittelinstanz, hat später in dem Fall Brazil – Desiccated Coconut klargestellt, dass das Marrakesch-Abkommen zwar aus verschiedenen Abkommen bestehen würde, jedoch von den Mitgliedern als eine Entscheidung beschlossen wurde. Weiterhin stellt er später fest, dass das gesamte Abkommen ein „untrennbares Paket von Rechten und Pflichten“ darstellt. Die Mitglieder wollten damit sicherstellen, dass alle Staaten die gleichen Pflichten haben und einige der Schwachstellen des GATT-Systems damit ausbessern, welches laut dem Appellate Body von einer Fragmentierung geprägt war. In diesem Zusammenhang steht für den Appellate Body folgender Teil der Präambel:

Resolved, therefore, to develop an integrated, more viable and durable multilateral trading system encompassing the General Agreement on Tariffs and Trade, the results of past trade liberalization efforts, and all of the results of the Uruguay Round of Multilateral Trade Negotiations,

„DAHER ENTSCHLOSSEN, ein integriertes, funktionsfähigeres und dauerhafteres multilaterales Handelssystem zu entwickeln, welches das Allgemeine Zoll- und Handelsabkommen, die Ergebnisse früherer Handelsliberalisierungsbemühungen und sämtliche Ergebnisse der Multilateralen Handelsverhandlungen der Uruguay-Runde umfasst“

Das WTO-System ist im Selbstverständnis der Organe der WTO eine Verbesserung im Vergleich zum alten System. Es stelle, im Gegensatz zu den Verpflichtungen im Rahmen des GATT 1947, ein einheitliches System dar, in dem für jedes Mitglied die gleichen Rechte gelten.

## Inhalt
Artikel I stellt die Gründung der Welthandelsorganisation (WTO) fest und Artikel XI besagt, dass alle Mitglieder des GATT 1947 Gründungsmitglieder der WTO werden. Damit ist die WTO die Nachfolgeorganisation des GATT.
Die Präambel nennt einige Grundsätze der Welthandelsorganisation. Dabei sind die dort festgelegten Ziele für die Auslegung der einzelnen Regelungen bedeutsam.

### Funktion der Welthandelsorganisation
Artikel III Beschäftigt sich mit den Funktionen der Welthandelsorganisation. Danach hat die Welthandelsorganisation vier zentrale Hauptaufgaben. Die erste Aufgabe ist die Umsetzung des Abkommens selbst und der ganzen Abkommen im Anhang. Die zweite Aufgabe ist eine Möglichkeit zu geben für Verhandlungen zwischen Mitgliedern für Handelsfragen und eine eventuelle Implementation. Das Panel in US – Shrimp stellte dabei fest, dass mit der Wertung der Präambel unilaterale Entscheidungen als Grundlage der Welthandelsorganisation abgelehnt seien und das multilaterale Handelssystem als Grundbaustein für die WTO gelegt wurde.
Die dritte Aufgabe der WTO ist die Streitbeilegung eines Handelskonflikts. Dieses ist ähnlich zum vorherigen GATT-System, jedoch mit zentralen Änderungen. Diese Änderungen sind die im Dispute Settlement Understanding niedergelegt. Im GATT System mussten den Panel Reports alle Mitglieder, somit ebenso der unterlegende Staat, im Rahmen eines positive consensus zustimmen. Im neuen WTO System wird ein Panel Report nur dann nicht angenommen, wenn alle Mitglieder gegen den Bericht stimmen, was man als negative consensus bezeichnet. Als Ausgleich für diese Änderung der Wirksamkeit zu einem quasi-automatischen System wurde im System der Streitbeilegung eine Rechtsmittelinstanz, der WTO Appellate Body eingeführt.
Die vierte Aufgabe ist die Überprüfung der Handelspolitiken.

### Organe der Welthandelsorganisation
Artikel IV des Abkommens stellt die grundsätzliche Struktur der Welthandelsorganisation fest. So soll es die WTO-Ministerkonferenz, den Allgemeinen Rat, den Trade Policy Review Body, den Dispute Settlement Body als zentrale Organe geben.
Neben diesen Organen wurden zu deren Beratung mehrere Räte, unter anderem einen Rat für das Allgemeine Zoll- und Handelsabkommen, einen für das Allgemeine Abkommen über den Handel mit Dienstleistungen und einen für das Übereinkommen über handelsbezogene Aspekte der Rechte des geistigen Eigentums eingesetzt.
Artikel VI und VII stellen die grundsätzlichen Regeln und Rechte des Sekretariats und des Generaldirektors fest.

### Entscheidungsfindung in der Welthandelsorganisation
Der neunte Artikel beschäftigt sich mit der Entscheidungsfindung der Welthandelsorganisation. Dabei stellt er im ersten Absatz fest, dass grundsätzlich alle Entscheidungen im Konsens getroffen werden sollen und nur, wenn das nicht möglich ist, durch einfache Mitgliedermehrheit.
Im zweiten Absatz wird dem Allgemeinen Rat und der WTO-Ministerkonferenz das alleinige Recht eingeräumt, Interpretationen von Abkommen anzunehmen. Hierfür ist eine Dreiviertelmehrheit vorgesehen.
Die Abschnitte drei und vier beschäftigen sich damit, dass einem Staat eine Ausnahme zu den Pflichten eines Abkommens erteilt werden kann. Dieser Paragraph wurde im Rahmen der 12. Ministerkonferenz für COVID-19-Impfstoffpatente für Entwicklungsländer angewandt.
Die Ergänzung und Änderung von Abkommen wird von Artikel X geregelt, der je nach Entscheidung unterschiedliche Anforderungen an die Annahme stellt.

### Umgang mit anderen Organisationen und Staaten
Der fünfte Artikel beschreibt, dass den Umgang mit anderen internationalen Organisationen der Allgemeine Rat bestimmt und dafür angemessene Vereinbarungen treffen soll.
Artikel VIII hat den Status der WTO zum Thema, so soll jedes Mitglied der Welthandelsorganisation sämtliche Kompetenzen und Rechte zusprechen, die für die Ausübung der Funktionen der WTO notwendig sind. Dabei stellt der vierte Absatz klar, dass diese Rechte und Pflichten die gleichen sein sollen, die ein Staat den Agenturen der Vereinten Nationen gewährleisten soll.

### Anhänge
Sämtliche Abkommen und Vereinbarungen der Welthandelsorganisation sind als Anhänge zum Marrakesch-Abkommen erlassen worden.
Alle Abkommen in den Anhängen 1, 2 und 3 sind integrale Teile des Abkommens und damit bindend für alle Mitglieder. Die Abkommen in Anhang 4 sind nur verbindlich für die Mitglieder, die sie ratifiziert haben.

#### Anhang 1A
Anhang 1 A beschäftigt sich mit dem Handel von Waren und enthält 13 verschiedene Abkommen.
- Das Allgemeine Zoll- und Handelsabkommen (GATT) – dieses Abkommen existiert seit 1947, wurde jedoch 1994 geändert. Teil des Abkommens sind der Text des ursprünglichen Abkommens, zahlreiche Erklärungen zu verschiedenen Rechtsfragen und das Marrakesch-Protokoll zum GATT 1994. In ihrer Gesamtheit ist dieses Abkommen als GATT 1994 bekannt.
- Agreement on Agriculture
- Agreement on the Application of Sanitary and Phytosanitary Measures
- Agreement on Technical Barriers to Trade
- Agreement on Trade-Related Investment Measures
- Agreement on Implementation of Article VI of the General Agreement on Tariffs and Trade 1994
- Agreement on Implementation of Article VII of the General Agreement on Tariffs and Trade 1994
- Agreement on Preshipment Origin
- Agreement on Rules for Origin
- Agreement on Import Licensing Procedures
- Agreement on Subsidies and Countervailing Measures
- Agreement on Safeguards
- Agreement on Trade Facilitation

Das Agreement on Textiles and Clothing gehörte ursprünglich zu den Abkommen, trat jedoch 2005 außer Kraft.
Ebenso enthält Anhang 1A noch eine Interpretationsvorschrift, welche allen Abkommen vorgestellt ist, und regelt, wie der Konflikt zwischen den verschiedenen Vorschriften zu lösen ist.

#### Anhang 1B
Der zweite Teil beschäftigt sich mit dem Handel mit Dienstleistungen und enthält das Allgemeine Abkommen über den Handel mit Dienstleistungen (GATS).

#### Anhang 1C
Der dritte Teil des ersten Anhangs enthält das Übereinkommen über handelsbezogene Aspekte der Rechte des geistigen Eigentums (TRIPS). Es gilt dabei in der Form der Ergänzung und Änderung durch das 2005 Protokoll zur Änderung des Übereinkommen über handelsbezogene Aspekte der Rechte des geistigen Eigentums.

#### Anhang 2
Im Anhang 2 befindet sich das Dispute Settlement Understanding, welches die Regeln für die Streitbeilegung der Welthandelsorganisation, bestehend aus dem Dispute Settlement Body und den Gerichtsinstanzen, den WTO Panels und dem WTO Appellate Body, festlegt. Mit diesem Anhang hat die Welthandelsorganisation eine der effektivsten internationalen Streitbeilegungsmechanismen eingeführt.

#### Anhang 3
Der dritte Anhang regelt die Regeln des dritten wichtigen Organs der WTO, des Trade Policy Review Body, unter dem Namen Trade Policy Review Mechanism. Dieses Abkommen gilt in der Form vom 26. Juli 2017, es wurde dort durch eine Entscheidung des General Council geändert.

#### Anhang 4
Im vierten Anhang des Abkommens sind nur solche Verträge aufgeführt, die nicht automatisch bindend für alle Mitglieder sind, sondern nur für die Vertragsstaaten, die sie unterzeichnet haben. Ursprünglich wurden in der Tokio-Runde vier sogenannte Codes ausgehandelt, davon wurden zwei der Abkommen in andere Abkommen eingearbeitet und Teil des Anhangs wurden das Agreement on Trade in Civil Aircraft und das Agreement on Government Procurement.

### Beitrittsabkommen
Artikel XII regelt den Beitritt zur WTO und damit zum Marrakesch-Abkommen. Der Beitritt steht jedem Staat oder Zollterritorium zu und wird von einer Zweidrittelmehrheit der Mitglieder beschlossen.
Die 36 Beitrittsabkommen sind ebenso Teil des Marrakesch-Abkommens. In jedem Beitrittsabkommen wird dieser Umstand angeordnet. Es ist jedoch nicht klar, was dieser Umstand rechtlich bedeutet. So wurde im Rahmen des Artikel XX des Allgemeinen Zoll- und Handelsabkommens diskutiert, ob China sich auf diesen Artikel im Rahmen seiner Pflichten in seinem Beitrittsabkommen berufen kann, jedoch entschied der Appellate Body, dass der Umstand, dass die Beitrittsabkommen Teil des Marrakesch-Abkommens sind, noch nichts darüber aussagt, wie ihre Beziehung zu einzelnen Vorschriften in den Anhängen aussagt.
Artikel XV ist im Gegensatz die Grundlage für die Möglichkeit des Austritts aus der WTO.

## Reformbestrebungen
Aufgrund der Blockade der USA, welche eine Disfunktionalität des Appellate Body herbeiführte, fordern viele Staaten eine Reform der Welthandelsorganisation, welche ebenso das ihr zugrunde liegende Abkommen umfasst.

## Weitere Informationen
Die für das Abkommen verbindlichen Sprachen und damit die Amtssprachen der WTO sind Englisch, Spanisch und Französisch.
Im deutschen wird es teilweise mit WTO-Ü abgekürzt.